# Ophiocten hastatum
Ophiocten hastatum is een slangster uit de familie Ophiuridae. De wetenschappelijke naam van de soort werd in 1878 gepubliceerd door Theodore Lyman.

## Synoniemen
- Ophiocten longispinum Koehler, 1896
- Ophiocten pacificum Lütken & Mortensen, 1899[2]
- Ophiocten latens Koehler, 1906
- Ophiocten australis Baker, 1979